# Meebo
Meebo（ミーボ）はAjaxベースのブラウザ内インスタントメッセージ (IM) プログラムであり、Yahoo! Messenger、Microsoft Messengerサービス、AIM、ICQ、MySpaceIM、Facebook Chat、Jabber といった複数のIMサービスをサポートしている。Pidgin の開発者らが開発した自由かつオープンソースのライブラリ libpurple に基づいている。
iPhone向けのMeebo（およびそれに基づいたiPhone上で動作するアプリケーション）、Android搭載携帯電話上で動作するアプリケーションも開発されている。
Meeboには他の人に知られないようにサインインする機能や、複数のIMサービスに同時に接続する機能などがある。
Meeboはファイアウォールで守られたネットワークを利用する人々がインスタントメッセージングサービスを利用する手段を提供する。一般にファイアウォールはIMプロトコルを通さないが、通常のWebブラウザ (HTTPS) でMeeboのサイトを開き、間接的に各種IMサービスに接続できる。

## 歴史
Meeboは2005年9月、Sandy Jen、Seth Sternberg、Elaine Wherry の3人がカリフォルニア州マウンテンビューに創設した。
ベンチャーキャピタルの Sequoia Capital が2005年12月15日に出資している。
2006年8月2日、Meeboは "meebo me" ウィジェットを公開した。これはユーザーがMeeboを個人のウェブサイトに組み込めるようにしたものである。さらに2006年10月11日、音楽系SNSである Amie Street と提携し、Amie Street の各ユーザーページに "meebo me" ウィジェットを搭載した。
2007年5月14日、Meeboは "Meebo Rooms" をリリースした。これはMeeboユーザー間でのチャットルーム機能である。チャットルームへの招待などはユーザーが自由に決めることができる。古いブラウザでMeeboを使い続ける人のために Meebo Rooms に先駆けて Classic Meebo も更新された。
2007年9月10日、Meeboはユーザー間のファイル転送サポートを発表した。
2007年後半、Linuxディストリビューションの1つgOSにウェブアプリケーションとしてMeeboが含まれるようになった。
2008年4月、Meeboはベンチャーキャピタルの出資金2500万ドルを確保した。
2012年6月4日、Googleが買収した。
2012年6月12日（日本時間）、数ヶ月以内に全てのサービスを終了することを発表した。
2012年7月11日、事実上のサービス終了。

## 評価
- 2006年6月、PC World 誌の 100 Best Products of the Year の65位にMeeboが挙げられていた[12]。
- 2006年8月、タイム誌の Top 50 Coolest Websites for 2006 にもMeeboが選ばれている[13]。